# 拉讷维尔欧蓬 (上马恩省)
拉讷维尔欧蓬（法語：Laneuville-au-Pont，法語發音：[lanøvil o pɔ̃]）是法国上马恩省的一个市镇，位于该省北部偏西，属于圣迪济耶区。

## 地理
拉讷维尔欧蓬（48°37'46"N, 4°51'29"E）面积4.09 平方千米，位于法国大東部大區上马恩省，该省份为法国东北部内陆省份，北起马恩省和默兹省，西接奥布省，西南接科多尔省，东南接上索恩省，东临孚日省。
与拉讷维尔欧蓬接壤的市镇（或旧市镇、城区）包括：昂布里耶尔、埃克拉龙-布罗库尔-圣利维埃、阿利尼库尔、穆瓦兰、聖迪濟耶。

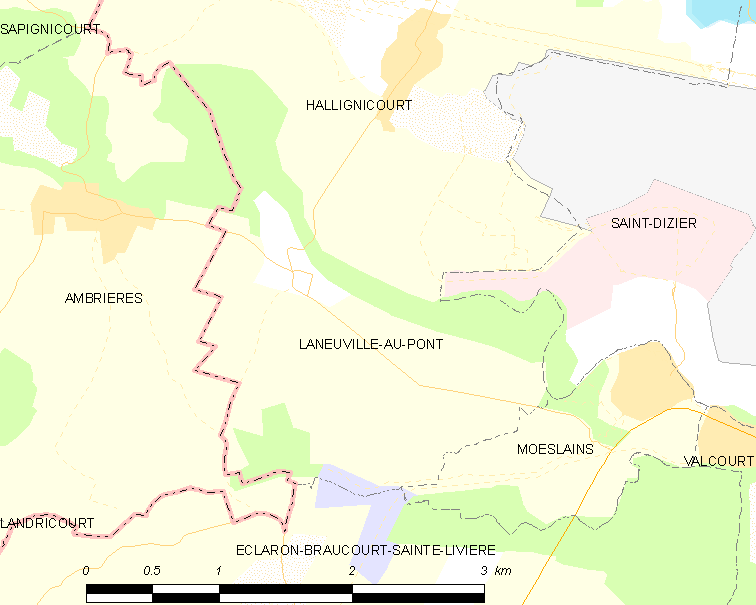
的OSM定位图

拉讷维尔欧蓬的时区为UTC+01:00、UTC+02:00（夏令时）。

## 行政
拉讷维尔欧蓬的邮政编码为52100，INSEE市镇编码为52267。

## 政治
拉讷维尔欧蓬所属的省级选区为圣迪济耶第一县。

## 人口

1962-2008年间人口变化图示

拉讷维尔欧蓬于2022年1月1日时的人口数量为233人。